# Stephen Jordan (personnalité politique)
Stephen Jordan (26 décembre 1886 - 15 septembre 1975) est un homme politique irlandais du Fianna Fáil. Il est élu pour la première fois au Dáil Éireann en tant que Teachta Dála (député) pour la circonscription de Galway lors des élections générales de septembre 1927. Il est réélu aux élections générales de 1932 et 1933 mais perd son siège aux élections générales de 1937. Administrateur sportif, il a arbitré la première finale de camogie All-Ireland en 1932.